# 真爱初现
《真愛初現》（羅馬化：Pruesapa Thanwa Ruk Tae Kae Kerd Korn），由High Pigxell出品，瑪娜莎楠·潘叻翁固執導，瑪緹娜·丹迪布拉素、瓦西拉維奇·阿蘭塔納旺、塔寧·門羅恩斯、蘭可拉薇·昂庫瓦拉沃特及查克利·彥納姆領銜主演的愛情連續劇。2021年9月2日起，每週三至週四於Ch3Thailand首播。

## 劇情簡介
On（瑪緹娜·丹迪布拉素 飾）在52歲時被交往30年的男友Da（查克利·彥納姆 飾）拋棄。為了雪恥，On特地飛到韓國進行全身改造，她的外表再度回到25歲的模樣。之后，On非常迷戀乒乓球運動員Tum（瓦西拉維奇·阿蘭塔納旺 飾），他比她小很多歲，甚至可以當她的兒子。Tum因為在賽場服用興奮劑而被捕，也因為這件事，他的醫生哥哥Ta（塔寧·門羅恩斯 飾）搬出家裡，使兄弟倆的關係更加疏遠。而Ta為了償還家中的債務，也比以往更努力工作，但他必須面對Mint（蘭可拉薇·昂庫瓦拉沃特 飾），一個害怕血卻夢想成為精神科醫生的醫科學生。另一方面，Da看到煥然一新的On，態度180度大轉變，他試圖贏回On的心，可是一位名叫May的大學生（克里絲麗·素莎瓦 飾）似乎不在乎Da的年齡，她迷戀上Da，且認為他是一位「古典紳士」。這個多角戀習題該如何解決？而愛情能否戰勝年齡差距？

## 演員陣容
註：括號內的演員姓名為小名。

### 主要演員
- 瑪緹娜·丹迪布拉素（Yam） 飾演 Onusa Praewphanarai（On）
- 瓦西拉維奇·阿蘭塔納旺（Ryu） 飾演 Torlarp Suetrongdee（Tum）
- 塔寧·門羅恩斯（英语：Tanin Manoonsilp）（Bomb）飾演 Toryot Suetrongdee（Ta）
- 蘭可拉薇·昂庫瓦拉沃特（Mint） 飾演 Minraya（Mint）
- 查克利·彥納姆（Krit） 飾演 Danai Deelert（Da）

### 配角
- 克里絲麗·素莎瓦（Krissie）飾演 May
- 亞妮·瓊威蘇特（Tuk）飾演 Tum與Ta的奶奶
- 甘賈娜蓬·布洛派（Jeab）飾演 On的母親
- 杜昂賈伊·希蘭斯里（Phiao）飾演 Joom

On的同事兼好友
- 拉克勞·阿姆拉蒂沙（Tongneng）飾演 Jankapor（J）
- 芬迪·詹亞塔納功（Yai）飾演 Ananchai Phraeophannarai（Ek）

On的弟弟
- 沙魯·納瓦帕迪庫（Mil）飾演 Mumu

Mint的好友，實習醫生

## 劇集迴響

### 泰國電視收視率
- 收視最低的集數以藍色表示，收視最高的集數以紅色表示，而空格則表示該集的收視沒有相關數據。

| 集數 No.   | 播放日期       | 播放時段 (UTC+07:00) | 平均收視率 | 曼谷分區收視 | 外府分區收視 | 來源   |
| ---------- | -------------- | -------------------- | ---------- | ------------ | ------------ | ------ |
| 1          | 2021年9月2日   | 星期四 20:30         | 2.431      | 4.601        | 2.069        | [ 5 ]  |
| 2          | 2021年9月8日   | 星期三 20:30         | 1.834      | 2.943        | 1.649        | [ 6 ]  |
| 3          | 2021年9月9日   | 星期四 20:30         | 1.785      | 3.032        | 1.577        | [ 7 ]  |
| 4          | 2021年9月15日  | 星期三 20:30         | 1.760      | 3.177        | 1.523        | [ 8 ]  |
| 5          | 2021年9月16日  | 星期四 20:30         | 1.807      | 2.920        | 1.622        | [ 9 ]  |
| 6          | 2021年9月22日  | 星期三 20:30         | 1.937      | 2.762        | 1.799        | [ 10 ] |
| 7          | 2021年9月23日  | 星期四 20:30         | 1.701      | 不適用       | 不適用       | [ 11 ] |
| 8          | 2021年9月29日  | 星期三 20:30         | 1.762      | 2.725        | 1.601        | [ 12 ] |
| 9          | 2021年9月30日  | 星期四 20:30         | 1.733      | 2.590        | 1.590        | [ 13 ] |
| 10         | 2021年10月6日  | 星期三 20:30         | 1.591      | 2.074        | 1.510        | [ 14 ] |
| 11         | 2021年10月7日  | 星期四 20:30         | 1.516      | 2.562        | 1.341        | [ 15 ] |
| 12         | 2021年10月13日 | 星期三 20:30         | 1.584      | 不適用       | 不適用       | [ 16 ] |
| 13         | 2021年10月14日 | 星期四 20:30         | 1.606      | 2.474        | 1.461        | [ 17 ] |
| 14         | 2021年10月20日 | 星期三 20:30         | 1.726      | 2.328        | 1.626        | [ 18 ] |
| 15         | 2021年10月21日 | 星期四 20:30         | 1.470      | 不適用       | 不適用       | [ 19 ] |
| 16         | 2021年10月27日 | 星期三 20:30         | 1.532      | 2.679        | 1.340        | [ 20 ] |
| 平均收視率 | 平均收視率     | 平均收視率           | 1.736      | 2.836        | 1.593        | 1      |

^1  基於每集的平均觀眾份額。

## 外部連結
- MyDramaList上的劇情簡介 （页面存档备份，存于）（英文）
- 豆瓣电影上《真爱初现》的資料 （简体中文）